# マンチカン
マンチカン (Munchkin) は、北アメリカに起源を有する猫の一品種。マンチキンと呼ばれることもある。犬種のダックスフントやコーギーを思わせる全身、短い脚を特徴とする。この猫は、その特殊性から長年にわたり論争の的となってきた。

## 歴史
マンチカンという猫種の歴史は他猫種に比すれば浅いものの、突然変異体としての「短足猫」の存在は古くから確認されてきた。20世紀の記録としては、イギリスのある獣医師による極めて健康的な個体の発見（1944年）、ソビエト連邦のスターリングラード(現代での名称はヴォルゴグラード)における発見（1956年）、米国のニューイングランドにおける発見（1970年）、そしてこの品種の直接の起源にあたる、1980年代における米国ルイジアナ州での報告などが挙げられる。
本格的な繁殖が始まったのは、1983年に米国ルイジアナ州で突然変異の短足猫が発見されてからである。トラックの下で暮らしていたその猫は保護され、さまざまな研究対象となり、遺伝学上の検査結果、健康体であることが確かめられた。以降、通常の脚を有する個体との交配を試みたところ、同様の短い脚を持つ子猫が誕生したのである。
やがてブリーダー主導による突然変異体を用いた異種交配の計画が始まり、これが論争を巻き起こした。交配を積極的に肯定する陣営と、遺伝的な異常であるからして公認は避けるべきとする陣営との衝突であった。
1980年代から北アメリカの地にて繁殖が続けられた末に、1995年、ザ・インターナショナル・キャット・アソシエーション（TICA）から新種として認定された。

## 特色
ブルース・フォーグルは、「普通の猫と根本的に異なった構造を持つ猫であることは否定できない」とする。その名の由来は餓鬼や小鬼のような存在を指す英語「マンチキン（Munchkin)」の同一語句にあり、最も顕著な特色は短い四肢である。
この目立って短いマンチカンの脚は、常染色体に自然発生的に現出した優性突然変異によって生まれたものである。
脚の短さが日常生活に支障を及ぼすことはない。普通の猫のようにジャンプすることができ、木に登ることもできる。ただ、後ろ脚の短さから跳躍力は制限される。同様の短脚を持つダックスフントという犬種は脊椎の骨格に問題を抱えているが、マンチカンに同様の問題が存在することを示す証拠は見つかっていない。初期には研究者から脊椎の構造的な欠陥を指摘する声もあり、1995年に初めて公認されるまでには10年以上を要したが、最終的にはその指摘は否定された。
交配の歴史において、ありとあらゆる猫種を相手にしてきたため、頭の形から被毛の色まであらゆる種類のものが存在している。ペルシャと交配させたブリーダーもいれば、シャムやアビシニアンとの掛け合わせを行っているブリーダーもおり、更にはデボンレックスのような縮れ毛や、アメリカンカールのような屈曲した耳を持つマンチカンの作出の事例も報告されている。
体長よりやや短い、動作豊かな尻尾を持つ。片足をもう一方の足と同じ直線上に置きつつ、尻尾を直立させたうえで腰を振りながら歩くという、ファッションショーにおけるファッションモデルの「キャットウォーク」を想起させるような風変わりな歩き方をする。
足の短さが手伝ってか、前足を上げて後ろ足だけで立ち上がることもあり、一般に「マンチカン立ち」とも呼ばれる。

## 雑種認定
マンチカンの繁殖が日本でも見られるようになったが、TICAは他の純血種との交配を認めていない。TICAはマンチカン同士、もしくは雑種との交配を公認している。これは遺伝子プールを広げるためと規定されており、純血種との交配を認めていないのは、雑種に比べ純血種に多い遺伝病の因子の危険を回避し、他の猫種の骨格に関しての遺伝因子と交雑する目的がある。
こういった経緯からTICAは、自らの主催する「キャットショー（猫展覧会）において」マンチカンの出場条件に「耳が立っていること」という条項を設けている。これは折れ耳を特色とするスコティッシュフォールドおよびアメリカンカールという純血種との交配をそもそも認めていないからである。
日本の一部のペットショップやブリーダーにはスコティッシュフォールドとマンチカンを交配させてスコマンチや耳折れマンチカンなどという名前で販売しているが、そのような品種をTICAは公認しておらず、ほとんどの血統登録団体がそのような交配を推奨していない。
現在マンチカンとの交配によってグローバルに公認されるのは、ペルシャ系の猫と交配させた「ミヌエット」のみである。
一部の日本国内の血統登録団体は巻き毛のラパーマ、セルカークレックスと交配させた「スクーカム」、「ラムキン」、ヘアレスのスフィンクスと交配させた「バンビーノ」、反り耳のアメリカンカールと交配させた「キンカロー」など公認しているが、国外では公認されていない。

## ギャラリー
- 廊下に横たわるマンチカン